# Aciphylla squarrosa
Aciphylla squarrosa är en flockblommig växtart som beskrevs av Johann Reinhold Forster och Johann Georg Adam Forster. Aciphylla squarrosa ingår i släktet Aciphylla och familjen flockblommiga växter. Inga underarter finns listade i Catalogue of Life.